# Еникенд (Габалинский район)
Еникенд (азерб. Yenikənd, лезг. ЦIийхуьр) — селение в Габалинском районе Азербайджана.

## История
По историческим данным XIX века Еникенд являлся одним из мест компактного проживания удин.
Согласно «Энциклопедическому словарю топонимов Азербайджана», прежнее название села было Мусабейли, а жителями являлись русские. Позднее в советские годы село именовалось Сталинабадом. В 1961 году получило название Еникенд. Со временем русское население начало покидать село, в которое стали прибывать лезгины-переселенцы из Дагестана.

## География
Находится в 22 км от города Габала.

## Население
По переписи 2009 года в селении проживало 1888 человек. Этнический состав села представлен лезгинами, суннитами по вероисповеданию.